# 光岡・リューギ
リューギ（流儀、Ryugi ）は、光岡自動車が市販車の2代目トヨタ・カローラアクシオ、および3代目トヨタ・カローラフィールダーをベースに改造・販売するクラシカルな外観を持ったセダン型、およびステーションワゴン型のパイクカーである。

## 概要
ベース車両は2代目トヨタ・カローラアクシオ（以下アクシオ）、および3代目トヨタ・カローラフィールダー（以下フィールダー）であり、かつての日産・クルーサルーンをベースとした初代ガリューと同じく、英国車のロールス・ロイス・シルヴァークラウドIIをデザインモチーフにフロントバンパーを含むノーズ部分、およびリアバンパーカウル部分をハンドメイドで製作した。アクシオ、およびフィールダーの完成車両をトヨタ自動車東日本宮城大衡工場より輸送された後、ボディの内外装を分解し、1台1台職人の手作業によりカスタマイズする方法が採られている。
エンジンはガソリン車にはアクシオ、およびフィールダーと同一の1.5L直列4気筒の1NZ-FE（セダンの場合は1次改良型以降は前輪駆動のCVT仕様を除く）、および2NR-FKE（セダンの場合は1次改良型以降は前輪駆動のCVT仕様のみ）が搭載され、ハイブリッド車にはアクシオハイブリッド、およびフィールダーハイブリッドと同一の1.5L直列4気筒の1NZ-FXEが搭載される。シフトはガソリン車には5MT（前輪駆動のみ）とCVTが用意され、ハイブリッド車には電気式無段変速機が用意される。
特にハイブリッドモデルについては、光岡としては初採用にして唯一のハイブリッド車となる。ただしベース車のアクシオ、およびフィールダーと異なり、1.3Lの1NR-FE、1.8Lの2ZR-FAEを搭載した各ガソリン車（前者はアクシオ専用、後者はフィールダー専用）、およびハイブリッド車のベースグレードに相当するモデルは用意されない。

## 初代（E16#型改・2014年- 、E16#G型改・2016年- ）
- 2014年6月25日、発表・発売開始。

グレードは「15ST」（アクシオの「1.5 X」に相当）、「15DX」（アクシオの「1.5 G」に相当）、「15LX」（アクシオの「1.5 LUXEL」に相当）、「HYBRID」（アクシオの「HYBRID G」に相当）、「HYBRIDシートヒーター装着車」（アクシオの「HYBRID G シートヒーター装着車」に相当）の5種で、「15ST」と「15DX」と「15LX」には4WDも用意される。
- 2015年7月1日、マイナーチェンジ（1次改良）。7月3日発売。

ベース車であるアクシオの改良に準ずるかたちで、プリクラッシュセーフティシステム、車線逸脱アラーム（レーンディパーチャーアラート）、オートマチックハイビームをセットにした衝突回避支援パッケージ「Safety Sense C」（アクシオの「Toyota Safety Sense C」にあたる）、「先行車発進告知機能」といった先進安全装備をグレードに応じて標準もしくはオプションで設定した。また、5MTを除いた全車に「ドライブスタートコントロール」を装備した。なお、アクシオの「1.5 LUXEL」はマイナーチェンジで廃止されたため、「15LX」もこの改良を機に消滅し、計3グレード5タイプとなった。
- 2015年10月23日、特別仕様車「リューギ ヤマト」発売。

「15DX」、および「HYBRID」をベースに専用17インチアルミホイールのほか、専用本革シート、専用ボディサイドドアプロテクションモール、メッキミラーカバー、七宝焼きのフロント&リアエンブレムなどが特別装備。2グレード合計15台の限定販売となる。
- 2016年1月20日、ステーションワゴンモデルの『リューギ ワゴン』を追加・発表。1月22日より発売開始[4]。

グレードは「15ST」（フィールダーの「1.5 X」に相当）、「15DX」（フィールダーの「1.5 G」に相当）、「HYBRID」（フィールダーの「HYBRID G」に相当）の3種で、「15ST」と「15DX」には2WDの5MT仕様、および4WDも用意される。
- 2017年11月9日、マイナーチェンジ（ただしセダンは2次改良扱い）。11月10日発売[5]。

ベース車であるアクシオ、およびフィールダーの改良に準ずるかたちで、駐車場などにおけるアクセルペダル踏み間違い時の衝突被害軽減に寄与するインテリジェントクリアランスソナー（パーキングサポートブレーキ）とアクセルペダルを踏まずに定速走行ができるクルーズコントロールを新たに設定したほか、スマートエントリー＆スタートシステムの設定を拡大、全車に「Toyota Safety Sense C」（後に「Toyota Safety Sense」に改称）が標準装備化された。なお、ベース車のアクシオ同様、セダンの1次改良型以前まで「15DX」以上のグレードで標準装備されていたタコメーターは今回のマイナーチェンジより前輪駆動の5MT仕様車を除く「15ST」もインテリジェントクリアランスソナー、およびマルチインフォメーションディスプレイ付き3眼メーターとセットでメーカーオプションとして設定されるようになった。
- 2019年11月19日、マイナーチェンジ。

ベース車であるアクシオ、およびフィールダーがガソリン車・ハイブリッド車に関わらず法人向けの「EXシリーズ」に整理されたため、車名を「リューギEX」、および「リューギワゴンEX」に改称。ラインアップを1.5Lガソリン車の「EX」とハイブリッド車の「HYBRID EX」の2グレードに整理。ボディカラーはスーパーホワイトII、シルバーメタリック、ブラックマイカ、アバンギャルドブロンズメタリックの4色となった。
- 2020年11月、仕様変更（公式発表なし）。

WLTCモード走行による排出ガス並びに燃料消費率（「EX」の2WD・CVT車と「HYBRID EX」はJC08モードでの燃料消費率も併記）に対応し、「HYBRID EX」は「平成30年排出ガス基準75%低減レベル（☆☆☆☆☆）」認定、「EX」の2WD・CVT車は「同50%低減レベル（☆☆☆☆）」認定をそれぞれ取得。なお、「HYBRID EX」はJC08モードでの燃料消費率が低下したため、「2020年度燃費基準+40%達成」となった。
- 2021年 6月、仕様変更（公式発表なし）。

「EX」の2WD・CVT車と「HYBRID EX」が2030年度燃費基準優良車となり、「HYBRID EX」は2030年度燃費基準達成、「EX」の2WD・CVT車は同70%達成となった。
- 2021年11月、一部改良。

「Toyota Safety Sense」のプリクラッシュセーフティを歩行者（昼）検知機能付衝突回避支援タイプへ変更され、コンライトを全車に標準装備された。なお、2015年7月の一部改良モデル以降から2021年11月の一部改良モデルより前のプリクラッシュセーフティ搭載車においては「プリクラッシュセーフティ 昼間の歩行者検知機能追加キット」によるソフトウェアのアップグレードが可能となったことも発表された。また、「HYBRID EX」は左右サイドフェンダーに装着されていた「HYBRID」エンブレムが廃止された。
- 2022年11月、一部改良。

パーキングブレーキの右隣にアクセサリーソケットを備えた横トレイとコンソール上部に充電用USB端子（Type-C/1個）を追加。従来「HYBRID EX」のみに装備されていた「ナノイー」を「ナノイーX」にパワーアップの上、「EX」にも拡大して全車標準装備（マニュアルエアコンへの「ナノイーX」の搭載は光岡車初）。

## 車名の由来
「ある物事に対するその人なりの、やり方、スタイル」を表す「流儀」から。